# Wenezuela na Letnich Igrzyskach Olimpijskich 2004
Wenezuelę na XXVIII Letnich Igrzyskach Olimpijskich w Atenach reprezentowało 48 sportowców (15 kobiet i 33 mężczyzn) w 15 dyscyplinach. Był to 15 start Wenezuelczyków na letnich igrzyskach olimpijskich.

## Zdobyte medale
| Medal | Zawodnik          | Dyscyplina sportowa  | Konkurencja          |
| ----- | ----------------- | -------------------- | -------------------- |
| Brąz  | Israel José Rubio | Podnoszenie ciężarów | do 62 kg mężczyzn    |
| Brąz  | Adriana Carmona   | Taekwondo            | powyżej 67 kg kobiet |